# Лапин, Трофим Якимович
Трофим Якимович Лапин (9 мая 1913 — 24.03.1981) — советский военнослужащий, участник Великой Отечественной войны, полный кавалер ордена Славы, механик-водитель танка Т-34 1-го танкового батальона 37-й гвардейской танковой бригады (2-го гвардейского механизированного корпуса, 5-й ударной армии, 4-го Украинского фронта; 46-й армии 2-го Украинского фронта), гвардии сержант.

## Биография
Родился 9 мая 1913 года в селе Новотроицкое (ныне — Тукаевский район Республики Татарстан) в семье крестьянина. Русский.
Окончил 4 класса в 1925 году. Работал плотником хлебозавода в городе Свердловск.
В Красной Армии в 1935—37 годах и с июня 1941 года. В боях Великой Отечественной войны с ноября 1943 года. Воевал на Украине, в Румынии, Венгрии, Чехословакии, Австрии.
Механик-водитель танка Т-34 1-го танкового батальона гвардии сержант Трофим Лапин при ликвидации никопольского плацдарма на реке Днепр в районе 10-12 километров северо-восточнее села Большая Лепетиха и Малая Лепетиха Днепропетровской области Украины с 31 января по 6 февраля 1944 года девять раз ходил в танковую атаку. Экипаж танка огнём и гусеницами уничтожил два орудия, девять пулемётов, несколько гитлеровцев, когда же танк был подбит, отремонтировал его и продолжал выполнять задачу. Приказом от 17 марта 1944 года «за образцовое выполнение заданий командования в боях с немецко-фашистскими захватчиками» гвардии сержант Лапин Трофим Якимович награждён орденом Славы 3-й степени.
4 ноября 1944 года во время танкового рейда в районе юго-восточного предместья города Будапешт, населённый пункт Фелшепаконь, поджёг склад с боеприпасами, раздавил два пулемёта, расстрелял четыре автомашины с грузами, истребил свыше десяти гитлеровцев. Приказом от 25 января 1945 года «за образцовое выполнение заданий командования в боях с немецко-фашистскими захватчиками» гвардии сержант Лапин Трофим Якимович награждён орденом Славы 2-й степени.
20 марта 1945 года в бою за населённые пункты Насаай и Альмаш (5 и 8 км северо-западнее г. Тата, Венгрия) в составе экипажа танка Трофим Лапин поразил три миномёта, четыре пулемёта, уничтожил три повозки с боеприпасами и более десяти гитлеровцев. Указом Президиума Верховного Совета СССР от 15 мая 1946 года «за образцовое выполнение заданий командования в боях с немецко-фашистскими захватчиками» гвардии сержант Лапин Трофим Якимович награждён орденом Славы 1-й степени, став полным кавалером ордена Славы.
Также награждён орденом Красного Знамени, медалями.
Член ВКП (б)/КПСС с 1945 года. В 1945 году демобилизован из рядов Красной Армии. Работал плотником в строительном управлении треста «Гражданстрой» в городе Свердловск.
Скончался 24 марта 1981 года в Свердловске. Похоронен на Широкореченском кладбище.